# Довженки
Довженки́ —  село в Україні, у Доманівській селищній громаді Вознесенського району Миколаївської області. Населення становить 96 осіб. Колишній орган місцевого самоврядування — Маринівська сільська рада.